# Sadzak posępny
Sadzak posępny (Mackenziaena severa) – gatunek średniej wielkości ptaka z rodziny chronkowatych (Thamnophilidae). Występuje w środkowo-wschodniej części Ameryki Południowej. Niezagrożony wyginięciem. Monotypowy.

## Taksonomia
Gatunek opisał po raz pierwszy Martin Lichtenstein w 1823. Holotyp pochodził z São Paulo. Lichtenstein przydzielił mu nazwę Lanius severus. Ptak został później opisany przez George’a Sucha jako Thamnophilus swainsonii. Obecnie IOC umieszcza sadzaka posępnego w rodzaju Mackenziaena pod nazwą M. severa. Możliwe, że ten gatunek jest bliżej spokrewniony z rodzajem Frederickena niż z sadzakiem perlistym (M. leachii). Monotypowy.

## Zasięg występowania
Zasięg sadzaka posępnego obejmuje południowo-wschodnią Brazylię (południowo-wschodni stan Bahia, środkowo-wschodni Minas Gerais i zachodni São Paulo na południe do północnego Rio Grande do Sul), wschodni Paragwaj (departamenty Amambay, Canindeyú, Górna Parana, Caazapá, Itapúa) oraz skrajnie północno-wschodnią Argentynę (prowincja Misiones).
Występuje w nizinnych lasach wiecznie zielonych, przebywa w podszycie. Spotykany także w lasach wtórnych, zwłaszcza w gęstych pnączach, zaroślach i zbiorowiskach bambusów. Prócz tego zasiedla silnie zdegradowane obszary lasów, zapuszczone sady, nasadzenia eukaliptusów i plantacje bananowców. Pojawia się od poziomu morza po 1400 m n.p.m.

## Morfologia
Długość ciała mieści się w przedziale 21–22 cm, z czego około 25 mm przypada na dziób (mierzony od zgięcia). Skok liczy blisko 30 mm długości. Zważono dwa osobniki (2003); ich masy ciała to 52 i 80 g. Występuje dymorfizm płciowy w upierzeniu. Na głowie obecny długi czub, zwykle złożony. U samca całość upierzenia szara, niby okopcona, jedynie czoło i wierzch głowy czarniawe, a na skrzydle da się dostrzec odcień brązu. U samicy w kolorycie przeważa czarniawy brąz. Czoło i czub przybierają kolor rudy. Na wierzchu ciała występują cynamonowe prążki, na spodzie jasnopłowe, podobnie jak i na sterówkach, w przypadku których wzór rzadszy. Samiec w szacie młodocianej posiada więcej brązu w upierzeniu, także czuba.

## Zachowanie
Pieśń stanowi seria 3–12 (zazwyczaj sześciu) głośnych, wyraźnych gwizdów, wzrastająca, niekiedy zakończona kilkoma niższymi dźwiękami. Do głosów kontaktowych należy zgrzytliwy, współczująco brzmiący głośny gwizd, zwykle niski, a także czysty, obniżający się, trwający koło 1 sekundy gwizd.
W skład pożywienia wchodzą owady, inne stawonogi, ślimaki (zarówno ze skorupami, jak i bez), niekiedy kręgowce, jak płazy bezogonowe, jaszczurki, pisklęta oraz jaja. Pożywienia szuka do 3 m nad ziemią (czasem do 10 m), samotnie lub w parach, głównie w pnączach i skupiskach bambusów.

## Lęgi
Skorupki jaj za kolor tła mają biel, a pokryte są ciemnymi, liliowymi plamkami, zaś przy szerszym końcu szarymi liniami. Poza tym brak danych.

## Status, zagrożenia i ochrona
Przez IUCN gatunek klasyfikowany jest jako najmniejszej troski (LC, Least Concern). Całkowita liczebność populacji nieznana, ale ptak opisywany jest jako rzadki. Ze względu na tolerancję M. severa na degradację środowiska i zasiedlanie obszarów zniszczonych i lasów wtórnych trend populacji uznano za stabilny. Sadzak posępny występuje na 53 obszarach uznanych za ostoje ptaków IBA, są to także obszary chronione, jak Park Narodowy Iguazú, Rezerwat Biosfery Yaboti (Argentyna), Park Narodowy Boa Nova, Park Stanowy Ilhabela, Park Narodowy Itatiaia, Park Narodowy Iguaçu, Park Narodowy Serra dos Órgãos (Brazylia), Park Narodowy Caazapá, Park Narodowy San Rafael (Paragwaj).